# Aalberts (Familienname)
Aalberts ist ein niederländischer und deutscher Familienname.

## Herkunft und Bedeutung
Aalbert ist eine Benennung nach dem Rufnamen Albert.

## Namensträger
- Arie Aalberts (* 1952), niederländischer Politiker
- Chris Aalberts (Christiaan Everhardus Aalberts; * 1977), niederländischer Kommunikationswissenschaftler und Publizist
- Jan Aalberts (* 1939), niederländischer Unternehmensgründer von Aalberts N.V.
- Tanja Aalberts (Tanja Esther Aalberts-Meeuwsen; * 1976), niederländische Politikwissenschaftlerin